# Molophilus hylandensis
Molophilus hylandensis är en tvåvingeart som beskrevs av Günther Theischinger 1999. Molophilus hylandensis ingår i släktet Molophilus och familjen småharkrankar. Inga underarter finns listade i Catalogue of Life.